# روبن غيفورد
روبن غيفورد (9 مايو 1974 - )  (بالإنجليزية: Robin Gifford)‏ هو لاعب كريكت زيمبابوي.